# Lucy Ana Walton
Lucy Ana Avilés Walton (Santiago de Chile, 20 de outubro de 1975) é uma psicóloga e filantropa chilena, residente nos Estados Unidos. 

## Biografia
Lucy Ana Walton estudou no colégio Juanita de Los Andes, no bairro Las Condes, Santiago, Chile. Ela se formou em psicologia, na Universidad del Desarrollo. Ela conheceu Benjamin Walton (herdeiro do do grupo Walmart no inverno de 2002, no Valle Nevado, Chile. Eles se casaram em 5 de janeiro de 2007, na capela da Viña Santa Rita, Buin, região metropolitana de Santiago. O cerimônia do casamento foi bilíngue e reuniu 400 convidados, sendo 70 vinculados a familia Walton, que vieram dos EUA, Espanha e Argentina. Benjamin e Lucy Ana passaram a lua de mel na Ilha de Páscoa. Eles foram morar em Denver, Colorado, aonde nasceram seus filhos. Ela é diretora da Fundação chilena, conhecida como "Viento Sur" que têm como foco principal o desenvolvimento de projetos de educação na  província de  Curicó, que se localiza na região de Maule do Chile.  A Fundação Viento Sur através do Project C.U.R.E. doou equipamentos e  insumos médicos à Licantén e algumas cidades da região de Maule e da região de O'Higgins.Eles reconstruíram escolas na cidade de Iloca, que foi atingida pelo Sismo do Chile de 2010. O Colégio Doctor Manuel Avilés Inostroza foi inaugurado em 2013 e foi reconstruido graças ao financiamento da Fundação Viento Sur, criada por Lucy Avilés e Benjamín Walton.

## Filantropia
No Colorado, EUA, Lucy Ana e seu marido Ben coordenam programas sociais de desenvolvimento da primeira infância, que têm como foco atender as necessidades da saúde mental dos pais na fase perinatal, bem como das crianças; educação e consciência dos pais; e prevenção e tratamento de abuso e negligência. Eles apoiam programas sociais, conhecido como Pay for Success no Colorado e em todo o Estados Unidos.
No Chile, é co-fundadora e membro do conselho da Fundação Viento Sur, que apoia a educação, o desenvolvimento da primeira infância, o desenvolvimento da comunidade rural e o desenvolvimento da educação e da força de trabalho. 
Ben e Lucy Ana são co-fundadores da Zoma Capital, uma carteira de investimentos com estratégias no Colorado e no Chile focada em questões de energia, água, desenvolvimento comunitário, desenvolvimento da força de trabalho e saúde mental. Na área educacional, a Fundação Viento Sur apoia desde 2015 a organizacião chilena Enseña Chile, na condição de sócio estratégico.
O casal Lucy Ana e Ben se mudarão para o  Chile em 2019 e investirão 30 milhões de dólares por meio da Zoma Foundation (organização dedicada à filantropia), em três áreas prioritárias: infância, trabalho com comunidades e recursos hídricos.

## Aluguel do avião cisterna 747 SuperTanker e repercussão no Chile em janeiro de 2017
Em janeiro de 2017 eles doaram através da Fundação Viento Sur, o aluguel de sete dias do avião cisterna Evergreen 747 Supertanker747, que é considerado o maior avião do mundo para combater incêndios florestais e  que é capaz de operar com 74.200 litros de retardante e água e que foi utilizado no combate dos Incêndios florestais no Chile em 2017 em O'Higgins (região) e Maule (região). A partir de Denver, Colorado, lugar aonde reside desde 2007, Lucy Ana Avilés realizou diversas ações para que fosse autorizado a operação do avião Evergreen 747 Supertanker, no Chile. Ela enfrentou muita resistência por parte da Conaf (Corporación Nacional Forestal), orgão público do Estado chileno, responsável por coordenar o trabalho de combate aos incêndios florestais.

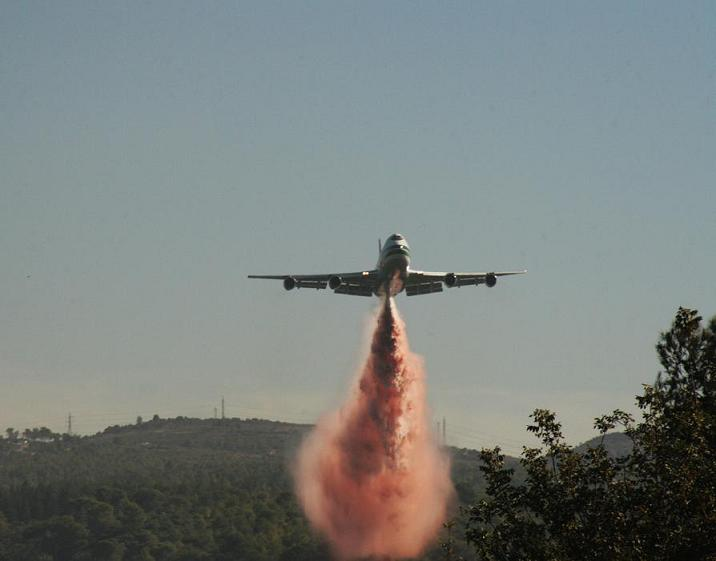
747 Supertanker combatendo o fogo florestal

A ação da Sra. Walton foi decisiva, para mudar o curso de combate ao incêndio florestal que estava ocorrendo no Chile e que no dia 24 de janeiro de 2017 já havia consumido 130 mil hectares de vegetação. A partir da iniciativa da Fundação Viento Sur, comandada pelo casal Walton, que alugou o avião cisterna, e da resistência do governo chileno em permitir a operação do avião cisterna no espaço aéreo chileno, ocorreu um grande clamor popular nas redes sociais, em meados de janeiro de 2017, que por sua vez, pressionaram o governo chileno, à aceitar a operação do avião cisterna no território chileno. A polêmica em torno da vinda do avião Evergreen 747 Supertanker ao Chile, repercutiu na mídia e despertou a atenção da comunidade internacional, que a partir deste momento, conheceu as dimensões do desastre natural que estava acontecendo no Chile e que estava fora de controle. Assim, vários países enviaram brigadistas e outras formas de ajuda para combater o desastre natural. A Rússia enviou o avião cisterna Ilyushin Il-76. O governo brasileiro enviou dois aviões Lockheed C-130 Hercules, sendo um para combater o fogo e outro para dar apoio logístico.

## Reconhecimento e homenagens
Em 12 de julho de 2017, Lucy Ana Avilés e seu marido Benjamin Walton foram premiados com a medalha de Honra de Liderança e Compromisso Público, outorgada pela Universidad San Sebastián, Campus Bellavista, Santiago, Chile. O casal Walton recebeu esse reconhecimento, pois a iniciativa deles possibilitou a chegada do avião Evergreen 747 Supertanker ao Chile durante o verão de 2017, quando várias regiões desse país estavam sendo afetadas por incêndios florestais descontrolados.
"Muito mais além do gerenciamento do aluguel do avião cisterna 747, as doações de suprimentos realizada pela Fundação Viento Sur para os voluntários e flagelados, assim como importantes insumos para os bombeiros; e também por uma constante colaboração de maneira silenciosa na zona atingida pelos incêndios de janeiro e fevereiro de 2017, tanto em matéria educacional como de saúde", disse o reitor da Universidad San Sebastián, Dr. Hugo Lavados.